# Xã Morris, Quận Arkansas, Arkansas
Xã Morris (tiếng Anh: Morris Township) là một xã thuộc quận Arkansas, tiểu bang Arkansas, Hoa Kỳ. Năm 2010, dân số của xã này là 702 người.